# Субрегион
Субрегион (или макрорегион) е концептуална единица, която обхваща голям регион или континент и обикновено се определя по местоположение. За дефиниране на съответния субрегион се използват основните посоки, като южен, западен и т.н.

## Субрегиони на континенти
Няколко примера за субрегиони

### Африка
- според ООН:
  - Западна Африка
  - Източна Африка
  - Северна Африка
  - Централна Африка
  - Южна Африка
- по географски принцип:
  - Северна Африка
    - Магреб

  - Субсахарска Африка
    - Западна Африка
    - Източна Африка (Африкански рог)
    - Централна Африка
    - Южна Африка

#### Северна Америка
- според ООН:
  - Северна Америка
  - Централна Америка
  - Кариби
- по географски принцип:
  - Канадска Арктика
  - Голям басейн
  - Големи равнини
  - Големите американски езера
  - Големи Антили
  - Малки Антили

#### Южна Америка
- по географски принцип:
  - Антиплано
  - Амазонски басейн
  - Анди
  - Карибска Южна Америка
  - Гран Чако
  - Гвиана
  - Пампа
  - Пантанал
  - Патагония
- според икономиката (Южноамериканска общност):
  - Андийска общност
  - Меркосур

### Евразия

#### Азия
- според ООН:
  - Западна Азия
  - Централна Азия
  - Южна Азия
  - Източна Азия
  - Югоизточна Азия

- по географски принцип:
  - Централна Азия
  - Западна Азия (или Близък изток)
    - Персийски залив
    - Мала Азия
    - Кавказ
    - Арабски полуостров
    - Левант
    - Кюрдистан

  - Северна Азия (Сибир)
  - Източна Азия
  - Южна Азия или Индийски субконтинент
    - Бенгалия
    - Хималайски регион
    - Пенджаб

  - Югоизточна Азия
    - Морска Азия
    - Континентална
    - Индокитай

#### Европа
- според ООН:
  - Западна Европа
  - Северна Европа
  - Южна Европа
  - Източна Европа
- според полуостровите:
  - Балкански полуостров
  - Иберийски полуостров
  - Апенински полуостров
  - Скандинавски полуостров
- по други принципи:
  - Балтика
  - Бенелюкс
  - Британски острови
  - Централна Европа
  - Скандинавия
  - Вишеградска група

### Океания
- Австралазия
- по географски принцип:
  - Австралия
  - Меланезия
  - Микронезия
  - Полинезия